# سيرجيو غوميز مارتن
سيرجيو غوميز مارتن (بالإسبانية: Sergio Gómez Martín) (مواليد 4 سبتمبر 2000) هو لاعب كرة قدم إسباني محترف يلعب كلاعب وسط مهاجم وظهير أيسر لنادي مانشستر سيتي في الدوري الإنجليزي الممتاز.

## مسيرته في الاندية

### نادي برشلونة
ولد غوميز في بادالونا ، برشلونة ، كاتالونيا ، وانضم إلى نادي برشلونة للشباب في عام 2010 ، بعد ما قضى فترات في CF Trajana-PB Sant Just و نادي بادالونا ونادي إسبانيول. بعد التقدم في فريق الشباب، ظهر لأول مرة مع الاحتياط في 6 يناير 2018، حيث شارك كبديل متأخر لأبيل رويز انتهت المباراة بالتعادل بنتيجة 1-1 خارج أرضه ضد ريال سرقسطة في دوري الدرجة الثانية.

### نادي بوروسيا دورتموند
في 30 يناير 2018، وقع غوميز مع فريق بوروسيا دورتموند الألماني.
لعب في البداية مع فريق بوروسيا دورتموند تحت 19 عاما قبل الانضمام إلى الفريق الأول، بتاريخ بدء محدد في 1 يوليو 2019.
ثم تم تصعيده للفريق الاول و ظهر لأول مرة مع الفريق الأول في 8 أبريل 2018 في مباراة الدوري الألماني التي انتهت بالفوز بنتيجه 3-0 ضد نادي شتوتجارت.

#### نادي هويسكا (إعارة)
انضم غوميز إلى نادي الدرجة الثانية الإسباني هويسكا الاسباني على سبيل الإعارة لموسم 2019-20 في 12 أغسطس 2019. 
في 1 سبتمبر من العام التالي، بعد المساعدة في صعود النادي إلى الدوري الإسباني، تم تمديد إعارته لموسم آخر.

### نادي أندرلخت
```
في 30 يونيو 2021، وقع غوميز لنادي 
أندرلخت البلجيكي
 في صفقة انتقال دائم، ووقع عقدًا حتى عام 2025.
[
7
]
 في نهاية موسمه الأول في بلجيكا، لعب غوميز 49 مباراة مع أندرلخت في جميع المسابقات وتم اختياره كأفضل لاعب في الموسم.
[
8
]
```

### مانشستر سيتي
```
انتقل غوميز إلى 
مانشستر سيتي
 في صفقة انتقال دائم في 16 أغسطس 2022، ووقع عقدًا حتى عام 2026.
[
8
]
 في 27 أغسطس، ظهر غوميز لأول مرة مع السيتي كبديل 
لإيرلينغ هالاند
 وانتهت المباراة بالفوز بنتيجة 4-2 في الدوري  ضد 
كريستال بالاس
.
[
9
]
ظهر لأول مرة في 
دوري أبطال أوروبا
 ضد 
إشبيلية
 في 6 سبتمبر 2022.
```

## وصلات خارجية
- سيرجيو غوميز مارتن على موقع الاتحاد الأوربي (الإنجليزية)
- سيرجيو غوميز مارتن على موقع قاعدة بيانات كرة القدم.إي يو (الإنجليزية)
- سيرجيو غوميز مارتن على موقع ليكيب (الفرنسية)
- سيرجيو غوميز مارتن على موقع Soccerbase.com (لاعب) (الإنجليزية)
- سيرجيو غوميز مارتن على موقع Soccerway.com (الإنجليزية)
- سيرجيو غوميز مارتن على موقع عالم كرة القدم.نت (الإنجليزية)